# گوانهاز
گوانهاز (به پرتغالی: Guanhães) یک منطقهٔ مسکونی در برزیل است که در میناز ژرایس واقع شده‌است. گوانهاز ۳۴٬۵۷۳ نفر جمعیت دارد.